# El Puerto, Amatepec
El Puerto är en ort i Mexiko, tillhörande kommunen Amatepec i den sydvästra delen av delstaten Mexiko, i den centrala delen av landet. Orten hade 310 invånare vid folkräkningen 2010.